# Amaurobius ossa
Amaurobius ossa là một loài nhện trong họ Amaurobiidae.
Loài này thuộc chi Amaurobius. Amaurobius ossa được miêu tả năm 1993 bởi Konrad Thaler & Knoflach.